# Huso ruthenus
El esturión esterlete (Huso ruthenus) es una especie del género de peces acipenseriformes Acipenser que vive en aguas dulceacuícolas de Europa y Asia. Antaño contaba también con poblaciones en las que parte de su vida transcurría en el mar.

## Taxonomía
Esta especie fue descrita originalmente en el año 1758 por el científico, naturalista, botánico y zoólogo sueco Carlos Linneo.

## Distribución
Este esturión se distribuye desde el centro de Europa hasta el centro de Asia. Habita en ríos desde Alemania por el oeste hasta  Siberia en la parte septentrional de Rusia por el norte, llegando por el este hasta la República Popular China.

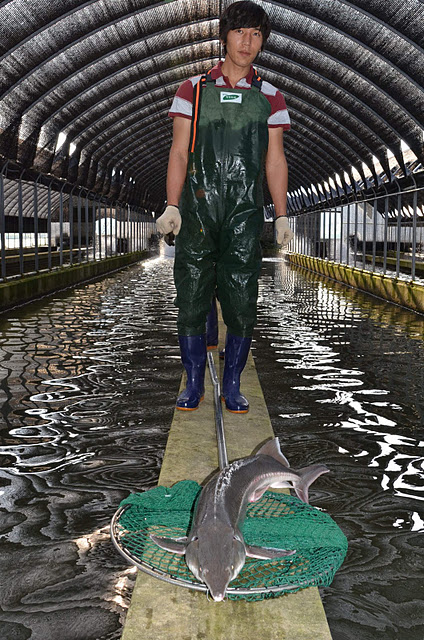
Explotación de piscicultura de Acipenser ruthenus en Corea del Sur.

## Características
Es fácil reconocerlo entre los peces por la presencia en su cuerpo de placas dorsales y laterales y su cabeza prolongada en un hocico en punta. Su boca es protráctil y está situada en el sector ventral de la base de la cabeza. 
Se encuentra precedida por 4 barbas de función sensorial. Los adultos no poseen dientes. En la aleta caudal, el lóbulo se prolonga hacia atrás.
Es un pez de gran tamaño, con máximos registrados de 236 cm de largo.
A. ruthenus puede diferenciarse de A. gueldenstaedtii ya que esta última presenta las barbas más próximas al extremo del hocico que a la boca, mientras que en el primero se encuentran a mitad de distancia entre el hocico y la boca (o más cercanas a la boca). Además, A. ruthenus posee un hocico agudo, mientras que en la otra especie es redondeado y ancho.
A. ruthenus es más similar a A. baerii, de la que se la distingue porque en esta última el color de fondo en el cuerpo es el mismo que el de los escudos laterales, mientras que en la primera estos son de color más claro.

## Costumbres
Contaba con dos tipos de poblaciones, la que presentaba hábitos migratorios anádromos, se reproducía sobre fondos de piedra en sectores de fuerte correntada sobre el canal principal de los tramos fluviales superiores, y las crías desde allí migraban hacia el mar hasta alcanzar la madurez sexual. Estas poblaciones fueron exterminadas. Solo sobreviven las poblaciones que cumplen todo su ciclo vital en aguas dulces.

## Dieta
Este esturión se alimenta de moluscos, crustáceos y peces.

## Conservación y aprovechamiento
Está incluido en la Lista Roja de la Unión Internacional para la Conservación de la Naturaleza (UICN) en la categoría:  ‘‘especie vulnerable’’. Su comercio internacional está restringido, al categorizarlo CITES en el Apéndice II.
Si bien sus poblaciones originales están amenazadas, paralelamente posee abundantes efectivos en cautividad, al ser una especie multiplicada y mantenida mediante técnicas de acuicultura en establecimientos artificiales, con el objeto de colectar sus huevas para comercializarlas como caviar. En algunos países, ejemplares de esta especie han logrado escapar, convirtiéndose en peces exóticos invasivos. Por ejemplo, esto ha ocurrido en la cuenca del Plata, en el centro-este de Sudamérica, habiendo escapado de una explotación de piscicultura situada en el río Negro, un afluente del bajo río Uruguay de la república homónima. La especie allí tiene un enorme territorio para expandirse, tanto en los cursos fluviales nombrados como en el Río de la Plata y el Paraná medio e inferior.

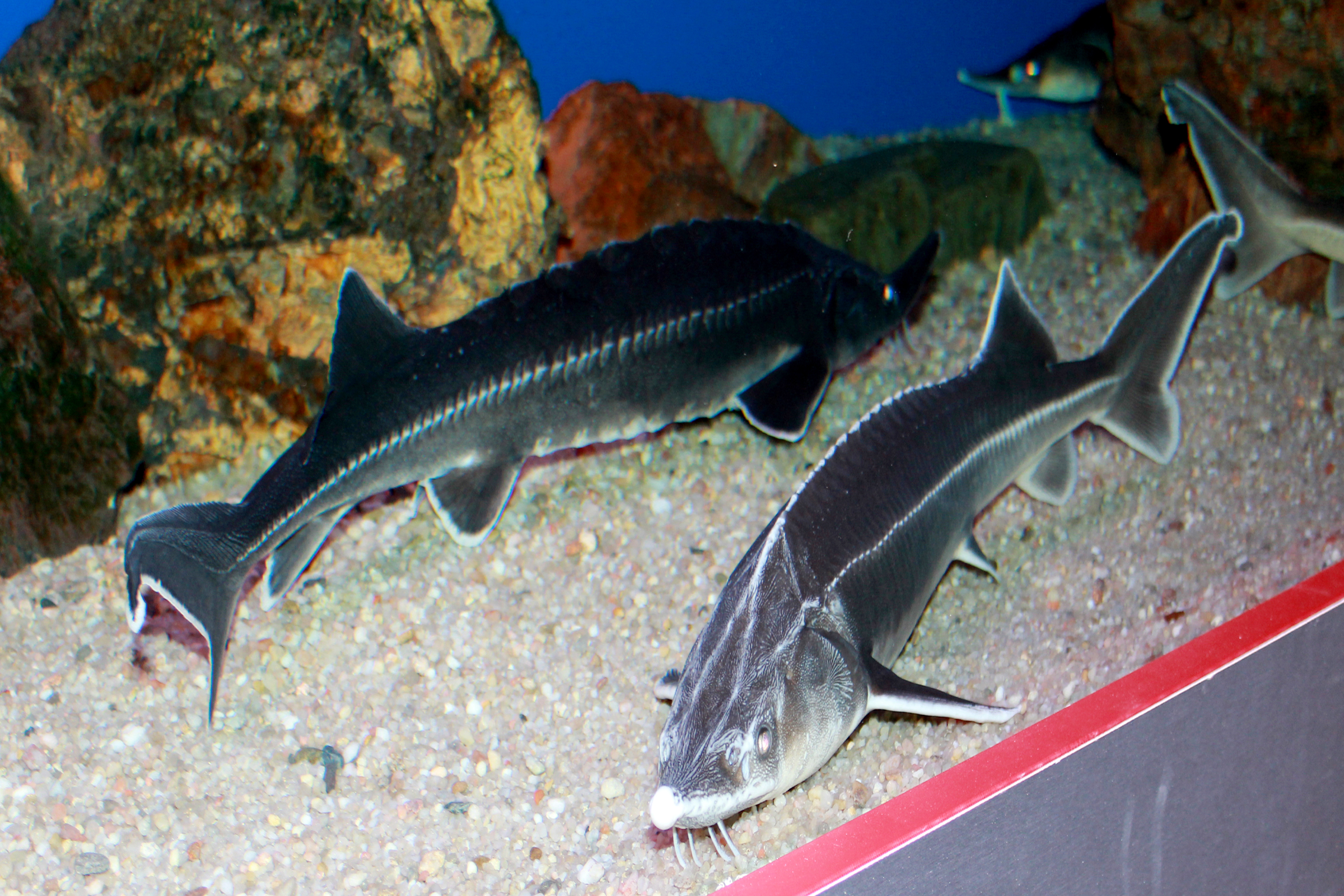
Exhibición en Subaqueous Vltava, Praga